# Hansenium stebbingi
Hansenium stebbingi är en kräftdjursart som först beskrevs av Richardson1902.  Hansenium stebbingi ingår i släktet Hansenium och familjen Stenetriidae.
Artens utbredningsområde är Mexikanska golfen. Inga underarter finns listade i Catalogue of Life.